# 파리엥트포크여우원숭이
파리엥트포크여우원숭이 (Phaner parienti)는 마다가스카르 북서부의 삼비라노 지역에서 발견되는 포크여우원숭이의 일종이다. 파리엥트포크관여우원숭이 또는 삼비라노포크여우원숭이로도 알려져 있다. 이 여우원숭이는 잿빛의 상체에 밝은 갈색의 몸을 지니고 있으며, 얼굴의 포크 모양 무늬와 머리에서 꼬리 끝까지 이어지는 등의 줄무늬가 눈에 띠는 특징이다. 이 줄무늬는 머리에서 갈라져 코에서 다시 모이며, 꼬리 끝은 흰털로 씌워져 있다. 저지대와 중고도의 습한 숲에서 발견되며, 야행성 동물이다. 일종의 잡식성 동물로 나무의 수지, 식물의 수액, 곤충 그리고 유충 등을 먹는다. 다른 여우원숭이들, 특히 코쿠렐큰쥐여우원숭이가 떠난 둥지에서 잠을 잔다. 이 종들은 비교적 잘 알려져 있지 않지만, 서식지 파괴로 멸종 위험에 놓여 있다. 마조알라포크여우원숭이 (Phaner parienti)의 아종 중 하나로 간주되어 왔다.